# Mistrzostwa Polski w Saneczkarstwie 2019 (tory naturalne)
Mistrzostwa Polski w Saneczkarstwie 2019 odbyły się na torze w Szelmencie w dniach 1–3 marca 2019 roku.

## Klasyfikacje[1]

### Jedynki kobiet
| Miejsce | Zawodnik        | Klub                  |
| ------- | --------------- | --------------------- |
| 1.      | Julia Płowy     | Beskidy Bielsko-Biała |
| 2.      | Klaudia Promny  | Beskidy Bielsko-Biała |
| 3.      | Magdalena Krupa | Beskidy Bielsko-Biała |
| 4.      | Anna Suława     | Beskidy Bielsko-Biała |
| 5.      | Julia Stańczak  | Beskidy Bielsko-Biała |
| 6.      | Natalia Majdak  | Beskidy Bielsko-Biała |

### Jedynki mężczyzn
| Miejsce | Zawodnik          | Klub                  |
| ------- | ----------------- | --------------------- |
| 1.      | Adam Jędrzejko    | Beskidy Bielsko-Biała |
| 2.      | Mateusz Zuber     | Smyk Bielsko-Biała    |
| 3.      | Szymon Majdak     | Beskidy Bielsko-Biała |
| 4.      | Kacper Pietraszko | Beskidy Bielsko-Biała |
| 5.      | Patryk Budny      | Smyk Bielsko-Biała    |
| 6.      | Rafał Zasuwa      | Beskidy Bielsko-Biała |

### Dwójki
| Miejsce | Zawodnik                        | Klub                                     |
| ------- | ------------------------------- | ---------------------------------------- |
| 1.      | Adam Jędrzejko Konrad Stano     | Beskidy Bielsko-Biała Smyk Bielsko-Biała |
| 2.      | Rafał Zasuwa Patryk Budny       | Beskidy Bielsko-Biała Smyk Bielsko-Biała |
| 3.      | Mateusz Zuber Julia Płowy       | Smyk Bielsko-Biała Beskidy Bielsko-Biała |
| 4.      | Kacper Pietraszko Szymon Majdak | Beskidy Bielsko-Biała                    |
| 5.      | Klaudia Promny Kacper Adamski   | Beskidy Bielsko-Biała Smyk Bielsko-Biała |

### Drużynowo
| Miejsce | Zawodnik                                                             | Klub                                                                                |
| ------- | -------------------------------------------------------------------- | ----------------------------------------------------------------------------------- |
| 1.      | Julia Płowy Adam Jędrzejko Adam Jędrzejko / Magdalena Krupa          | Beskidy Bielsko-Biała                                                               |
| 2.      | Anna Suława Szymon Majdak Kacper Pietraszko / Szymon Majdak          | Beskidy Bielsko-Biała                                                               |
| 3.      | Natalia Majdak Sylwester Jadwiszczok Klaudia Promny / Kacper Adamski | Beskidy Bielsko-Biała Smyk Bielsko-Biała Beskidy Bielsko-Biała / Smyk Bielsko-Biała |
| 4.      | Milena Kulba Patryk Budny Rafał Zasuwa / Patryk Budny                | Beskidy Bielsko-Biała Smyk Bielsko-Biała Beskidy Bielsko-Biała / Smyk Bielsko-Biała |